# Adam Eckersley
Adam James Eckersley (sinh ngày 7 tháng 9 năm 1985) là một cựu cầu thủ bóng đá chuyên nghiệp người Anh thi đấu chủ yếu ở vị trí hậu vệ.

## Danh hiệu
AC Horsens
- Danish 1st Division: 2009–10

AGF Aarhus
- Danish 1st Division: 2010–11[4]

Hearts
- Scottish Championship: 2014–15

St Mirren
- Scottish Championship: 2017–18[5]